# Erlenkampsee
Der Erlenkampsee  ist ein 1,2 ha großer See im Stadtteil Steenbek-Projensdorf der schleswig-holsteinischen Landeshauptstadt Kiel. Er befindet sich im Projensdorfer Gehölz zwischen den Stadtteilen Wik und Suchsdorf.
Der See wird von zwei Quellmooren gespeist, deren Abfluss durch den Bau des Nord-Ostsee-Kanals verändert wurde. Aus einer zuvor sumpfigen Mulde entstand der See in seiner heutigen Form mit einem
Steilhang im Nordwesten. Um das Gewässer verläuft ein Wanderweg.